# Халлат-ель-Бадр
Халлат-ель-Бадр  ( араб. حلا البدر)‎ - вулканічний конус, який знаходиться на Аравійському півострові, на території нинішньої Саудівської Аравії. Є частиною вулканічного поля Харрат Увайрід .
Деякі дослідники вважають місцем Синайського одкровення через те, що імовірно вулкан Харрат Юварійд був активний в період Виходу. Серед прибічників гіпотези у тому, що Синайське одкровення могло статися вулкані були Зигмунд Фрейд і І. Великовський .